# Riccia pseudofluitans
Riccia pseudofluitans là một loài rêu trong họ Ricciaceae. Loài này được C. Gao & G.C. Zhang mô tả khoa học đầu tiên năm 1978.